# Bettina Soriat

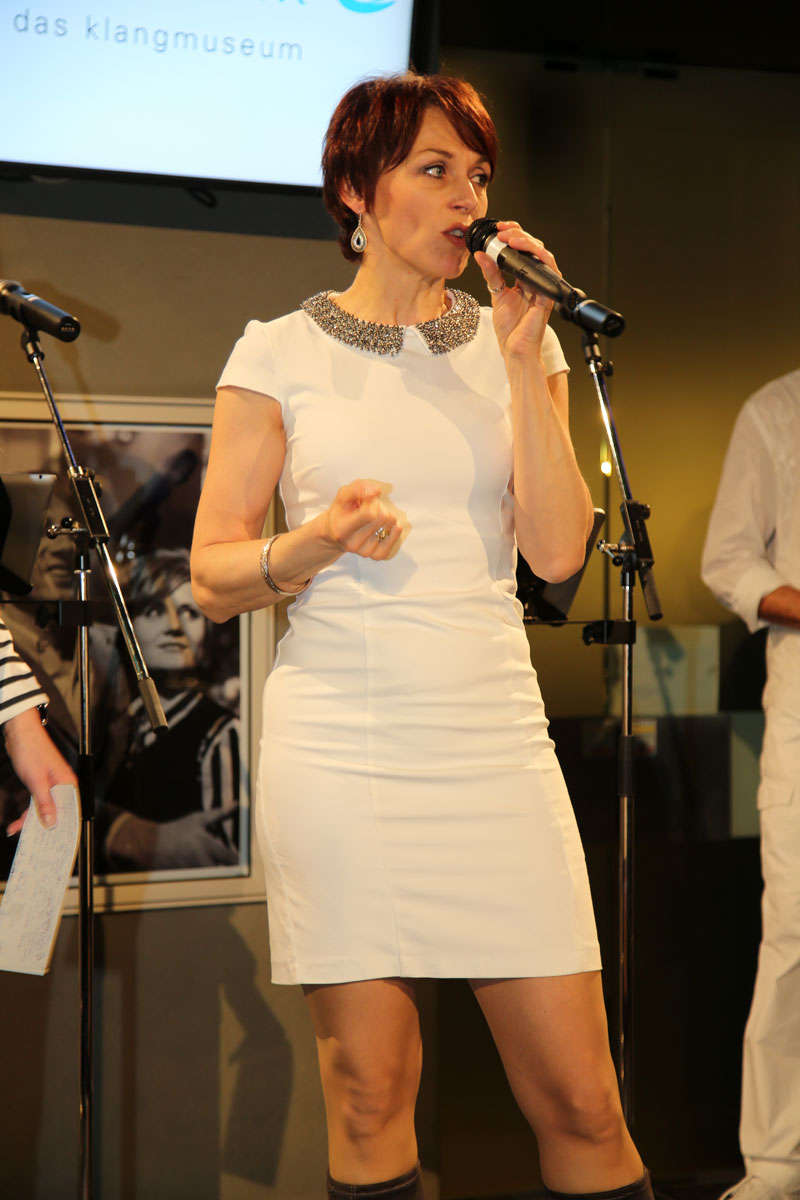
Soriat em 2015.

Bettina Soriat (Linz, 16 de março de 1967-) é uma cantora, dançarina, atriz e coreógrafa austríaca.
O seu primeiro sucesso musical foi, quando fazia parte da girl band  "Three Girl Madhouse" o single "Always gonna be around you" que foi lançado em 1990. 
Bettina surgiu em vários musicais em Viena, incluindo:  
- "Robin Hood" (1991)
- "Rocky Horror Picture Show" (1993)
- "Sweet Charity" (1994)
- "Grease (musical)" (1995)
- "Blondel" (1996)

Soriat foi membro do  Kim-Duddy-TV-Ballet, Bettina também surgiu em vários shows, como: 
- "Willkommen im Club" (1991) (Bem-vindo ao clube)
- "Nix is fix" (1993/94)
- "Die Peter Alexander Show" (1995).

Em 1997, ela representou a Áustria no Festival Eurovisão da Canção 1997, em Dublin, onde cantou a canção "One Step". A canção não ficou bem classificada, terminando em 21.º lugar, entre 25 canções participantes. 
No ano anterior ela fez parte do coro que acompanhou George Nussbaumer. Ela era casada com Michael Niavarani e é membro da Simpl Revue desde 1999.